# 2. Sinfonie (Draeseke)
Die Sinfonie Nr. 2 F-Dur op. 25 wurde von Felix Draeseke in den Jahren 1875 und 1876 (fertiggestellt am 10. Juni 1876) komponisiert. Die ersten Skizzen brachte er bereits 1871 zu Papier, noch bevor er seine erste Sinfonie beendete. Am 15. Februar 1878 leitete Ernst von Schuch in Dresden die erfolgreiche Uraufführung.

## Sätze
- Allegro con moto
- Allegretto marciale
- Allegro comodo
- Presto leggiero

Spieldauer: 38 Minuten

## Wirkung
Wie seiner ersten so liegt auch Draesekes zweiter Sinfonie das vom Komponisten vertretene Konzept einer „Zukunftsmusik in klassischer Form“ zu Grunde. Ihre Anlage (mit dem Scherzo an dritter Stelle) ist jedoch ausgewogener als die des Vorgängerwerkes. Für die Zweite scheint, besonders im schwungvollen ersten Satz und im d-Moll-Allegretto, die Sinfonie Nr. 7 Ludwig van Beethovens Pate gestanden zu haben. Allerdings entgeht Draeseke hier ebenso dem Epigonentum wie sein Generationsgenosse Johannes Brahms in dessen zur gleichen Zeit entstandener erster Sinfonie. Wichtigen Einfluss scheint Draesekes Zweite auf die Orchesterwerke des jungen Richard Strauss (v. a. Sinfonie f-Moll op. 12, Tondichtung Don Juan) ausgeübt zu haben, der sich zu Beginn seiner Karriere als Dirigent auch für Draeseke einsetzte.  
Draeseke geriet wie viele Komponisten nach seinem Tod in Vergessenheit. Zu seiner Wiederentdeckung trug maßgeblich das auf Ersteinspielungen spezialisierte Klassiklabel cpo bei: Es ließ 1998 seine dritte Sinfonie und den Trauermarsch, seine zweite Sinfonie und die Serenade op. 49 sowie 2002 die erste und die vierte Sinfonie sowie die Gudrun-Ouvertüre einspielen.